# Rob Strauss
Robert (Rob) Strauss (Alpine (New Jersey), 1 oktober 1983) is een Amerikaans professioneel worstelaar. Hij is actief in het Total Nonstop Action Wrestling (TNA) onder zijn ringnaam Robbie E.

## In het worstelen
- Finishers
  - Clothesline / Russian legsweep combinatie
  - Cutter – TNA
  - Falling neckbreaker – TNA
  - Superkick
- Managers
  - Dan Eckos
  - Cookie
- Bijnamen
  - "You're Unbelievable"
  - "The Platinum Poppa"

## Prestaties
- Chaotic Wrestling
  - Chaotic Wrestling Tag Team Championship (1 keer met Billy Bax)
- CyberSpace Wrestling Federation
  - CSWF Cruiserweight Championship (1 keer)
- East Coast Wrestling Association
  - ECWA Mid Atlantic Championship (1 keer)
  - ECWA Tag Team Championship (2 keer met Billy Bax)
  - ECWA Hall of Fame (Class of 2006)
- Hardway Wrestling
  - HW Lightweight Championship (1 keer)
- Independent Superstars of Professional Wrestling
  - ISPW Tri State Championship (1 keer)
- Jersey Championship Wrestling
  - JCW Cruiserweight Championship (1 keer)
- National Championship Wrestling
  - NCW Tag Team Championship (1 keer met Nick Berk)
- Stars & Stripes Championship Wrestling
  - SSCW Heavyweight Championship (1 keer)
  - SSCW Lightweight Championship (1 keer)
- Total Nonstop Action Wrestling
  - TNA Television Championship (1 keer)
  - TNA X Division Championship (1 keer)
  - TNA World Tag Team Championship (1 keer: met Jessie Goderz, huidig)